# الواقدي
الواقدي (130 هـ - 207 هـ) (747 - 823م) ، هو أبو عبد الله محمد بن عمر بن واقد السهمي الاسلمي بالولاء، المدني، الواقدي من أقدم المؤرخين في الإسلام، ومن أشهرهم، ومن حفاظ الحديث. وهو من المتهمين بالكذب عند علماء الحديث، راوية ومؤرخ سكن بغداد. كان إلى حفظه المنتهى في الأخبار والسير والمغازي والحوادث وأيام الناس والفقه. وهو عارف في التاريخ. ذكره الذهبي فقال: «أحد أوعية العلم على ضعفه المتفق عليه.» وقال عنه كذلك «جمع، فأوعى، وخلط الغث بالسمين، والخرز بالدر الثمين، فاطرحوه لذلك، ومع هذا فلا يستغنى عنه في المغازي، وأيام الصحابة وأخبارهم.»

## نسبه
كان الواقدي مولى لبني سهم بن مازن بن الحارث بن سلامان بن أسلم بن أفصى من قبيلة أسلم العربية في المدينة المنورة.

## حياته
ولد بالمدينة سنة 130 هـ الموافقة لسنة 747م، وكان حناطا (تاجر حنطة) بها، وضاعت ثروته، فانتقل إلى العراق سنة 180 هـ، أيام الرشيد، واتصل بيحيى بن خالد البرمكي فأفاض عليه عطاياه وقربه من هارون الرشيد، فولي القضاء ببغداد.
واستمر إلى أن توفي فيها.
قال الخطيب البغدادي: «كان الواقدي كلما ذكرت له وقعة ذهب إلى مكانها فعاينه».
وأشهر من روى عنه كاتبه محمد بن سعد البغدادي صاحب كتاب الطبقات الكبير.

## مذهبه
اختُلف في مذهب الواقدي، فبعض المؤرخين يؤكد أنه سني، كعبد العزيز بن سليمان بن ناصر السلومي، وذهب البعض إلى أن الواقدي شيعي وكان يمارس التقية، كابن النديم، حيث قال في الفهرست: «وكان يتشيع، حسن المذهب، يلزم التقية».

## الآراء حوله

### تضعيفه
- قال عنه الإمام الذهبي: محمد بن عمر بن واقد الأسلمي، مولاهم الواقدي، المديني، القاضي، صاحب التصانيف والمغازي، العلامة الإمام، أبو عبد الله، أحد أوعية العلم على ضَعْفه المتفق عليه. ولد بعد العشرين ومئة. وطلب العلم عام بضعة وأربعين، وسمع من صغار التابعين، فمن بعدهم بالحجاز والشام وغير ذلك.

وجمع فأوعى وخَلَطَ الغَثَّ بالسَّمين، والخرز بالدر الثمين، فاطَّرحوه لذلك، ومع هذا فلا يستغنى عنه في المغازي وأيام الصحابة وأخبارهم واستقرّ الإجماع على وهن الواقدي. لا شيء للواقدي في الكتب الستة إلا حديث واحد عند ابن ماجه.
- عبد الله بن علي بن المديني عن أبيه قال: عند الواقدي عشرون ألف حديث لم أسمع بها، ثم قال لا يروى عنه وضعَّفه.[10]
- قال أبو داود: لا أكتب حديثه، ما أشك أنه كان ينقل الحديث، لا ينظر للواقدي في كتاب إلا تبين أمره فيه، روى في فتح اليمن وخبر العنسي أحاديث عن الزهري ليست من حديثه.[10]
- وكان أحمد لا يذكر عنه كلمة.
- أحمد بن حنبل: الواقدي كذاب .
- قال يحيى بن معين الواقدي: ليس بشئ.[11]
- يونس بن عبد الأعلى: قال لي الشافعي: كتب الواقدي كذب.
- أبو إسحاق الجوزجاني: لم يكن الواقدي مقنعا، ذكرت لأحمد موته يوم مات ببغداد، فقال جعلت كتبه ظهائر للكتب منذ حين.
- قال النسائي: المعروفون بوضع الحديث على رسول الله ﷺ أربعة: ابن أبي يحيى بالمدينة، والواقدي ببغداد، ومقاتل بن سليمان بخراسان، ومحمد بن سعيد بالشام.
- قال البخاري: سكتوا عنه، ما عندي للواقدي حرف، وما عرفت من حديثه، فلا أقنع به.
- قال مسلم: متروك الحديث.[12]
- قال الخطيب البغدادي: كان الواقدي مع ما ذكرناه من سعة علمه، وكثره حفظه لا يحفظ القرآن.

### الثناء على حفظه وعلمه
- مجاهد بن موسى: ما كتبتُ عن أحد أحفظ من الواقدي.
- الذهبي: كان إلى حِفْظِه المُنْتهى في الأخبار والسير، والمغازي والحوادث وأيام الناس، والفِقْه، وغير ذلك.
- قال محمد بن جرير: قال محمد بن سعد البغدادي صاحب الطبقات: كان الواقدي يقول: ما من أحد إلا وكتبه أكثر من حفظه، وحفظي أكثر من كتبي.
- ابن العماد الحنبلي: الواقدي قاضي بغداد، المدني، العَلاَّمة، أحد أوعية العلم.
- إبراهيم بن إسحاق الحربي: كان أعلم الناس بأمر الإسلام.
- أبو عامر العقدي: ما يفيدنا الشيوخ والأحاديث إلا هو.[13]

### توثيقه
- أبو محمد المسيبي: ثقة مأمون.
- أبو يحيى زكريا بن محمد الأزهري: ثقة مأمون.
- الصغاني: ثقة.
- القاسم بن سلام الهروي: ثقة.
- عبد العزيز بن محمد الدراوردي: ذاك أمير المؤمنين في الحديث.
- محمد بن أحمد الذهلي: ثقة.
- محمد بن إسحاق المسيبي: ثقة مأمون.
- يزيد بن هارون الأيلي: ثقة.
- يعقوب بن شيبة السدوسي: ثقة.
- معن بن عيسى القزاز: سُئِلَ عنه فقال: أُسأَلُ أنا عن الواقدي؟ يُسألُ الواقدي عني.[13]

## وفاته
توفي في 11 ذو الحجة 207 هـ الموافق لـ 27 أبريل 823.

## مصنفاته
- كتاب التاريخ والمغازي.
- كتاب المغازي النبوية - مطبوع.
- كتاب فتح إفريقية - مطبوع في جزئَين
- كتاب فتح العجم - مطبوع.
- كتاب فتح مصر والإسكندرية - مطبوع.
- كتاب تفسير القرآن - مخطوط.
- كتاب أخبار مكة.
- كتاب الطبقات.
- كتاب فتوح العراق.
- كتاب سيرة أبي بكر ووفاته.
- كتاب تاريخ الفقهاء.
- كتاب الجمل.
- كتاب صفين.
- كتاب مقتل الحسين.
- كتاب ضرب الدنانير والدراهم.
- كتاب فتوح الشام.
- وأكثره مما لا تصح نسبته إليه. [بحاجة لمصدر]